# Apolonov voz
Apolonov voz je naslov več del, ki jih je francoski simbolistični slikar Odilon Redon ustvaril med letoma 1905 in 1914.

## Kontekst
Leta 1878, ko je obiskal Univerzalno razstavo v Parizu, je Redona presenetil Phaéton Gustava Moreauja, velik pripravljalni akvarel za dekoracijo stropa, ki ga je zapeljal z bleščečo svetlobo, divergentnimi linijami, močjo barv. Proti koncu svojega življenja, med letoma 1904 in 1914, se je soočil z mitološko temo o vozu Apolonovega sonca z ustvarjanjem različnih različic, v katerih se živo kaže odmev dela Gustava Moreauja.
Navdih za držo konj najdemo tudi v Michelangelovi risbi Faetonov padec, vendar je Redon preoblikoval ritem v smeri navzgor.
Apolonov voz je tudi poklon Eugènu Delacroixu, slikarju, ki ga je občudoval. O tem, da je Apolon ubije kačo Piton v središču stropa galerije Apollo v muzeju Louvre, katere kopijo je naredil okoli leta 18722, je zapisal:
»To je zmaga svetlobe nad temo. To je veselje polne svetlobe v nasprotju z žalostjo noči in senc, kot je veselje, ko se počutiš dobro po bolečini.«— Odilon Redon, Sam sebi
Apolonov voz, ki premaga kačo Pitona, postane metaforično praznovanje zmage dobrega nad zlim3: apolonske razsežnosti nad dionizičnim razpadom, prehoda iz teme duše v izkušnjo odrešitve, obupa smrti v svetloba življenja.
Redon je svojo izvirnost lahko črpal iz tega, kar je sam opredelil kot tri vire umetnosti: tradicijo, resničnost in osebno invencijo.

## Različice
| leto      | Država      | Mesto     | Muzej                         | Tehnika in dimenzije                    | Slika |
| --------- | ----------- | --------- | ----------------------------- | --------------------------------------- | ----- |
| 1905-1906 |             |           | privatna zbirka               | Oljna slika                             |       |
| 1907      | Japonska    | Hakone    | Musée Pola                    | Olje na platnu, 65,3×81,1 cm            |       |
| 1907      | Francija    | Pariz     | Musée d'Orsay                 | Pastel in tempera na platnu, 91,5x77 cm |       |
| 1907-1908 |             |           | privatna zbirka               | Olje na platnu, 100,3x81,2 cm           |       |
| 1908      | Nemčija     | Berlin    | Collection Scharf-Gerstenberg | Olje na plošči                          |       |
| 1909      | Francija    | Bordeaux  | Musée des Beaux-Arts          | Olje in pastel na kartonu, 100x80 cm    |       |
| Vers 1909 |             |           | privatna zbirka               | Olje na platnu, 81x100 cm               |       |
| 1904-1910 |             |           | privatna zbirka               | Olje na plošči                          |       |
| 1905-1910 | États-Unis  | New Haven | Yale University Art Gallery   | Olje na platnu, 73,1x54,3 cm            |       |
| 1907-1910 | Royaume-Uni | Cambridge | Fitzwilliam Museum            | Olje na platnu, 47,6x29,9 cm            |       |
| 1912      |             |           | privatna zbirka               | Olje na platnu                          |       |
| Vers 1912 | Francija    | Pariz     | Petit Palais                  | Olje na platnu, 89.5x162 cm             |       |
| 1905-1912 | Pays-Bas    | Amsterdam | Stedelijk Museum              | Pastel, 48x58 cm                        |       |
| 1905-1914 | États-Unis  | New York  | Metropolitan Museum of Art    | Olje na platnu, 66x81 cm                |       |